# جون جيرارد أندرسون
جون جيرارد أندرسون (بالإنجليزية: John Gerard Anderson)‏ هو موظف مدني أسترالي، ولد في 1836، وتوفي في 1911.